# Таньшихуай
Таншихай, Таньшихуай (кит. упр. 檀石槐, пиньинь Tánshíhuái; 141—181) — вождь сяньби и основатель их державы. По преданию, родился у матери, когда её муж Тулухоу был в трёхлетнем походе. Мать утверждала, что услышала гром в ясный день и проглотила градинку, отчего забеременела. Родственники воспитали Таньшихуая, и к 15 годам он стал невероятно сильным и умным. Его сделали старейшиной, и он создавал мудрые законы.

## Расцвет Сяньбийской державы
Из 40 лет своей жизни 26 лет Таньшихуай беспрерывно воевал. Он покончил с северными хунну и присоединил к себе многих из них. Таншихай отверг предложение мирного договора с Китаем. В результате сяньби вышли победителями в степной войне, последовавшей за распадом хуннской державы. Реальную силу сяньби обрели в середине II века, когда их объединил вождь Таньшихуай. Став старейшиной, Таньшихуай построил себе дворец у горы Даньхань при реке Чжочеу. Этот дворец стал его ставкой, куда к нему приезжали сяньбийские вожди. Он разбил динлинов, Пуё, Усунь. Его держава простиралась на 7 000 км. В 156 году с 3000—4000 воинов он напал на Юньчжун. В 158 году организовал набег. Зимой Чжан Хуань с хуннами убил 200 сяньбийцев. В 159 году разграблен Яньмэнь, в 163 году Ляодун, в 166 году одновременно 9 набегов по всей северной границе. Император послал Таньшихуаю предложение принять титул Ван и взять принцессу в жёны, Таньшихуай ответил набегами. Свои земли Таньшихуай разделил на 3 аймака (восток, центр, запад), в каждый назначил старейшину. В 168 году Ючжоу, Бинчжоу и Лянчжоу были разграблены. В 174 году в Бэйди Ся Юй и Сючжотугэ разбили сяньбийцев, Юй назначен ухуаньским приставом. В 176 году набег на Ючжоу. В 177 году три набега. Ся Юй предлагал перенести войну в сяньбийские степи, но Император отказал.
Империи Хань за свою 400-летнюю историю приходилось сражаться на 3 фронтах: на севере с хунну, на западе с тибетскими племенами и на юге с манями (собирательное название для южан не-ханьцев). Как только империя добилась победы над хуннами, сяньбийцы прорывают северную границу. Тянь Янь, пристав тангутов, был лишён чинов, решив загладить вину, он обратился к придворному Ван Фу, который попросил Хань Лин-ди назначить его приставом сяньбийцев. Был созван военный совет на котором решалось: какую проводить политику на севере. Советник Цянь Юн подал доклад в котором говорилось о нецелесообразности степной войны с сяньбийцами, предпочтительнее было создать систему активной обороны (с сигнальными огнями и лёгкой конницей) по всей северной границе. Император отверг предложение и в сентябре 177 года Ся Юй из Гаолю, Тянь Янь из Юньчжуе, хуннуский пристав Цан Минь с южным шаньюем из Яньмэня, каждый с 10 000 конницы, были брошены против сяньбийцев. Ся Юя Таньшихуай разбил сразу. Остальным воинам Таньшихуай приказал встречать китайцев лобовыми ударами. 2/3 китайской армии было уничтожено Таньшихуаем. Генералов разжаловали. В 179 году разграблен Ляоси, в 178 году Цзюцзюань.
Таньшихуай умер в возрасте 40 лет (в 181 году) и его государство распалось к 235 году. Сначала правил сын Таньшихуая Хэлянь, который во время набега был застрелен китайцем из самострела. После этого его сын Цяньмань сражался за престол с Куйту, потом правил Будугэнь. Дальнейшая история сяньбийцев почти неизвестна.

## Дети
- Пять сыновей. По имени известен только Хэлянь.